# Consecuencias de la guerra de las Malvinas

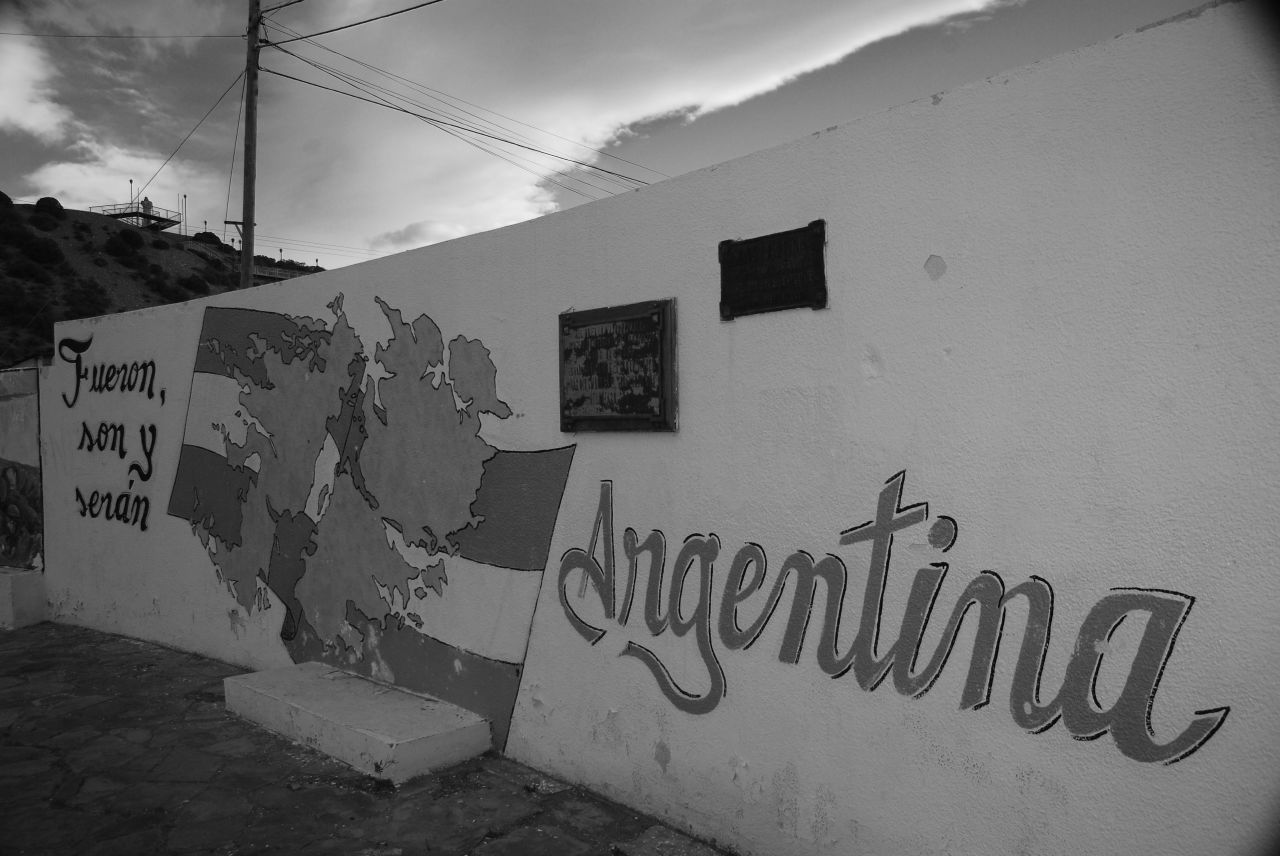
Según la Constitución argentina, el reclamo sobre las Malvinas es una causa irrenunciable del pueblo argentino. Mural en Los Antiguos, provincia de Santa Cruz.

Las consecuencias de la guerra de las Malvinas comprenden las conclusiones o secuelas que, como corolario, derivaron de este conflicto bélico. En líneas generales se las divide en consecuencias políticas, militares y sociales.

## Destrucción del Hospital Memorial King Edward
El 10 de abril de 1982, los habitantes de la capital malvinense sufrirían una gran perdida cuando un soldado británico (Clive Shorters) prendió fuego al hospital King Edward Memorial matando a ocho isleños, entre ellos un hombre de 86 años y un bebé recién nacido.

## Consecuencias militares
|                      | Pérdidas argentinas | Pérdidas británicas |
| -------------------- | ------------------- | ------------------- |
| Vidas humanas:       | 635                 | 258                 |
| Heridos:             | 1068                | 777                 |
|                      |                     |                     |
| Hundidos:            | 6                   | 10                  |
| Dañados de gravedad: | 1                   | 15                  |
| Buques de apoyo:     | 6                   | 9                   |
| Aviones de guerra:   | 58                  | 11                  |
| Aviones de apoyo:    | 2                   | 0                   |
| Helicópteros:        | 11                  | 24                  |

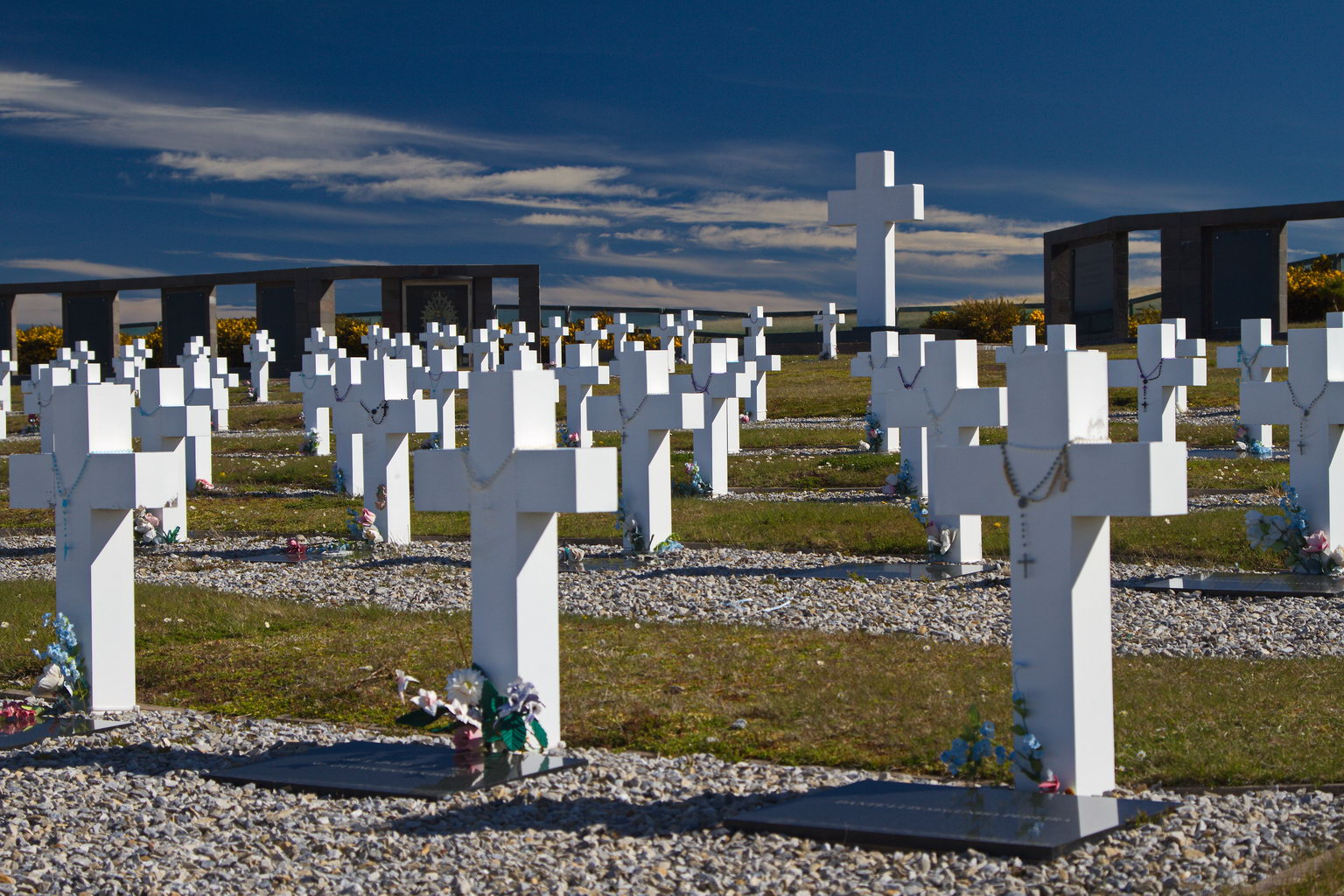
Cementerio argentino de Darwin de la Isla Soledad (2013).

La Guerra de las Malvinas reveló que en entornos costeros, la guerra aeronaval no había variado gran cosa desde la Segunda Guerra Mundial. La mayoría de buques hundidos se perdieron a manos de aviones realizando «pasadas» con bombas, cohetes y cañones. Esto condujo a la implementación de poderosos medios de defensa terminal antiaérea en los buques de las siguientes décadas.

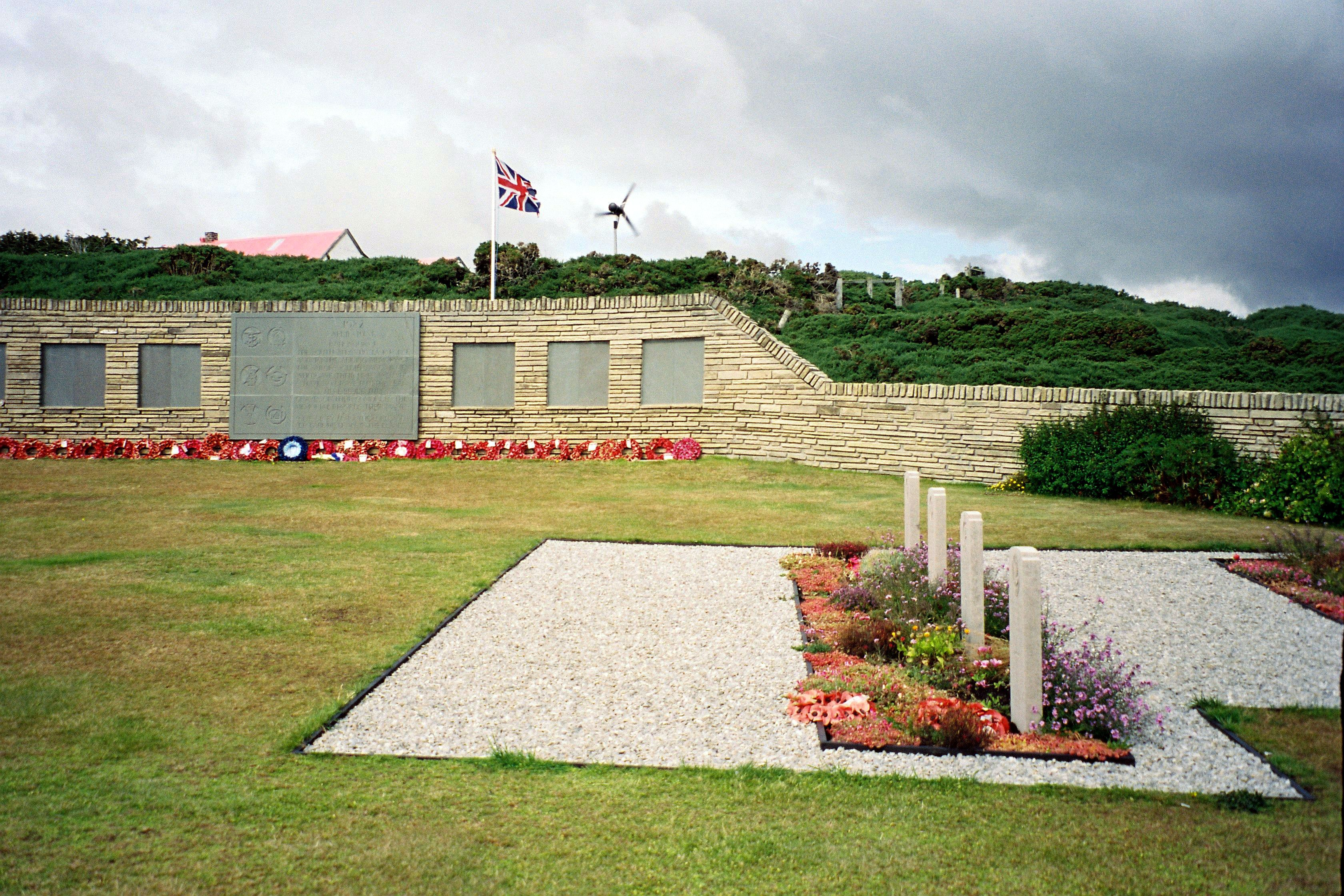
Cementerio británico de San Carlos de la Isla Soledad (2003).

- El misil ya era un arma apreciada en 1982, pero a partir de ese momento adquirió una relevancia enorme tanto en sus variantes aéreas como de superficie. En particular, la letal eficacia demostrada por los Exocet en lucha antibuque como la demostrada por los Sidewinder en combate aéreo influyó decisivamente en la mentalidad militar mundial. Todos los buques de guerra posteriores a 1982 llevan algún tipo de defensa antimisil, aunque esta nunca se haya demostrado demasiado efectiva.
- Se puso en evidencia que el concepto de «proyección de fuerza» era especialmente válido, pues pueden producirse conflictos imprevistos que no se libren en las inmediaciones del propio territorio o países aliados.
- Quedó nítidamente demostrada la eficacia de los submarinos modernos a la hora de contener a una flota enemiga. La carencia de submarinos modernos por parte de Argentina y su disponibilidad por parte del Reino Unido fue decisiva para otorgar a este último el dominio del mar.
- La vulnerabilidad de los buques británicos frente a los ataques aéreos por parte de la aviación argentina resultaron en una dura enseñanza no solo para el Reino Unido, sino para casi todas las fuerzas navales del mundo, que vieron la necesidad de modernizar los radares y las defensas misilísticas de sus buques con nuevas protecciones como el sistema de defensa en zona.[4]
- Se demostró que aviones de caza modernos subsónicos pero con electrónica de punta (medidas, contramedidas electrónicas y misiles aire-aire) y pilotos bien preparados (Harrier británicos) eran superiores sobre aviones de caza supersónicos de alta velocidad pero con una electrónica más antigua y misiles de primera generación Matra 530 y Magic I (Mirage argentinos).
- El conflicto dejó a las Fuerzas Armadas argentinas completamente debilitadas tanto en sus equipos, como en el personal y en su moral. Perdió supremacía en la región y con una desprestigiada cúpula militar, las inversiones y gastos militares fueron anulados hasta el presente, ya que los sucesivos gobiernos fijaron como política de estado no tener hipótesis de conflictos y resolver todo por vía diplomática.
- Quedó establecido que la superioridad de entrenamiento de los recursos humanos es decisiva para la victoria. Fue el principio del fin de los ejércitos de recluta obligatoria, un proceso de desaparición aún en curso, y el disparadero de los ejércitos profesionales de voluntarios altamente especializados. Dicho en otras palabras: se pudo comprobar que era mucho más efectivo contratar tropas profesionales como hizo Gran Bretaña, que mantener un ejército regular sobre la base de reclutas de un servicio militar obligatorio.

## Consecuencias políticas
Ya desde antes de la guerra el proceso de Reorganización Nacional atravesaba por una inestabilidad política por la situación económica desde 1981 con las "renuncias" de Jorge Rafael Videla y Roberto Eduardo Viola, tras la derrota en la guerra solo empeoró aun más la imagen pública hacia el régimen (debido a la insistencia en las noticias manipuladas, la opinión pública creía estar ganando la guerra) y el país llegó a tener entre el 17 de junio a 1 de julio de ese año un total de tres dictadores (Galtieri, Saint-Jean, Bignone). Galtieri fue "tirado por la borda" después de dar un discurso sobre la rendición de Argentina (día 15 de junio). Mientras tanto, frente a la Casa Rosada ocurrió un fuerte disturbio entre la policía federal y una gran multitud enojada gritando: "La Junta Militar la vergüenza nacional” y “rendición es traición”, "¡Galtieri, cagón salí al balcón!". La tarde del 16 de junio se le informo a Leopoldo Galtieri que varios generales pidieron su renuncia, el caminando en calzoncillos exclamo enojado “Cómo me van a hacer esto a mí”. El golpe de palacio ocurrió y con la posterior asunción de Bignone se anunció el retorno a la democracia para el siguiente año. 

### Supuesto uso de armamento nuclear
En 2003, el Reino Unido reconoció que su flota durante la Guerra de las Malvinas había contado con cargas de profundidad nucleares, si bien el ministro británico de defensa confirmó que esos navíos no estuvieron próximos de la zona del conflicto. Independientemente, el entonces presidente argentino Néstor Kirchner exigió que el Reino Unido presentara disculpas a la Argentina por "el lamentable y monstruoso acto" de desplegar armas nucleares en sus buques de guerra.
La publicación del libro Rendez-vous: The Psychoanalysis of Francois Mitterrand, de Ali Magoudi, psicoanalista de Mitterrand, que salió a luz diez años después de la muerte del mismo, causó revuelo. En el libro se afirma que Thatcher amenazó con el uso de armas nucleares a menos que Francia cediera al Reino Unido los códigos de los misiles Exocet. Estos misiles los compró Argentina a Francia y fueron utilizados con éxito en el conflicto. Las afirmaciones del libro de Magoudi nunca fueron confirmadas por fuentes oficiales británicas o francesas. Otros informes incluso desmienten la existencia de ese tipo de códigos.

### La información clasificada
En el año 2005, en el programa Informe Especial salió a luz el apoyo que Chile le prestó al Reino Unido. Uno de los miembros de la Junta Militar de Chile, el General Fernando Matthei, afirmó que Chile apoyó al Reino Unido. Aviones británicos con insignias chilenas sobrevolaban la Patagonia chilena y usaban bases chilenas como centros de operaciones. Además un gran número de soldados chilenos se trasladaron al sur de Chile a las fronteras, alarmando a la plana mayor de las fuerzas argentina, obligándola a redirigir tropas hacia la cordillera andina. Según autoridades militares de Chile, se tomó la decisión de ayudar al Reino Unido pues aún mantenía su país una hipótesis de conflicto con el vecino trasandino a raíz de una disputa limítrofe en los territorios australes, diferendo el cual, bajo el auspicio de una mediación papal, se encontraba en esos momentos en avanzadas negociaciones diplomáticas en vistas a una solución negociada de la disputa. Se especulaba que una victoria argentina en Malvinas daría nuevos aires a los partidarios de una «solución bélica» también para el caso del Beagle, por el cual ambos países estuvieron a pocas horas de una guerra en 1978.
Perú, gobernado en esos años por Fernando Belaúnde Terry, fue uno de los pocos aliados de Argentina que la apoyó abiertamente durante el conflicto, no sólo diplomáticamente, también movilizó su flota naval a la frontera con Chile, con el propósito de neutralizar el movimiento militar chileno a la Patagonia. Las fuerzas armadas peruanas estaban listas para entrar en acción si Chile tomaba parte en el conflicto.
En el año 2009 el comandante de la Fuerza Aérea Argentina de entonces, brigadier Basilio Lami Dozo en entrevista al diario La Nación Mundo reconoció que las intenciones de la plana mayor del ejército argentino era invadir Chile una vez acabada la invasión sobre las islas Malvinas/Falkland. Lami Dozo aseguró que nunca dio el respaldo de la Fuerza Aérea a la posición belicista sostenida por un grupo de “halcones” en el Ejército y toda la Marina, y que su posición era solicitar la mediación papal.
“Yo no tenía la certeza de ganar. Les dije a los del Ejército que (las fuerzas armadas chilenas) nos iban a dar una cachetada de entrada y llegarían a Río Gallegos (2800 km al sur). Ahí sí, la Argentina, que era mucho más potente, los volvería despaciosamente hasta la cordillera. Eso iba a costar mucho dinero y vidas”.

### Pérdidas materiales

#### Pérdidas materiales de Argentina

##### Aeronaves
Argentina perdió 100 aeronaves en el conflicto, incluyendo aquellas capturadas luego del final de la rendición argentina.
| Aeronave                                    | Cantidad |
| ------------------------------------------- | -------- |
| Avión de caza Mirage IIIEA                  | 2        |
| Avión de caza IAI Dagger                    | 11       |
| Bombardero Canberra MK-62                   | 2        |
| Avión de ataque A-4 Skyhawk                 | 22       |
| Avión de ataque IA-58 Pucará                | 24       |
| Avión de entrenamiento Aermacchi MB-339A    | 5        |
| Avión de entrenamiento T-34C-1 Turbo Mentor | 4        |
| Avión de transporte C-130H Hercules         | 1        |
| Avión SC.7-3M400 Skyvan                     | 2        |
| Avión de reconocimiento Learjet 35          | 1        |
| Helicóptero Sea Lynx HAS.23                 | 1        |
| Helicóptero CH-47C Chinook                  | 2        |
| Helicóptero SA 330L Puma y SA 330 Puma      | 8        |
| Helicóptero A109A Hirundo                   | 3        |
| Helicóptero UH-1H                           | 9        |
| Helicóptero Bell 212                        | 2        |
| Helicóptero Alouette AI03                   | 1        |
| Total                                       | 100      |

##### Embarcaciones
Embarcaciones argentinas perdidas por el conflicto.
| Embarcación                              | Situación final                                                  |
| ---------------------------------------- | ---------------------------------------------------------------- |
| Crucero ARA General Belgrano             | Hundido                                                          |
| Submarino ARA Santa Fe (S-21)            | Averiado y capturado; hundido después en manos de los británicos |
| Transporte ARA Isla de los Estados (B-8) | Hundido                                                          |
| Transporte ARA Bahía Buen Suceso (B-6)   | Hundido                                                          |
| Mercante ELMA Río Carcarañá              | Hundido                                                          |
| Pesquero espía Narwal                    | Hundido                                                          |
| Guardacostas PNA Río Iguazú (GC-83)      | Destruido                                                        |
| Guardacostas PNA Islas Malvinas (GC-82)  | Capturado                                                        |

#### Pérdidas materiales del Reino Unido

##### Aeronaves
Aeronaves británicas perdidas por el conflicto.
| Aeronave                                   | Cantidad |
| ------------------------------------------ | -------- |
| Avión de caza Harrier GR.3                 | 4        |
| Avión de caza Sea Harrier FRS.1            | 6        |
| Helicóptero Boeing HC.1 Chinook            | 3        |
| Helicóptero Wessex HU.5 y Wessex HAS.3     | 9        |
| Helicóptero Sea King HC.4 y Sea King HAS.5 | 4        |
| Helicóptero Lynx HAS.2                     | 3        |
| Helicóptero Gazelle AH.1                   | 3        |
| Helicóptero Scout AH.1                     | 1        |
| Total                                      | 33       |

##### Embarcaciones
Embarcaciones británicas perdidas por el conflicto.
| Embarcación                                            | Situación final                                                    |
| ------------------------------------------------------ | ------------------------------------------------------------------ |
| Portaviones HMS Hermes (R12)                           | Averiado (según versiones argentinas)                              |
| Portaviones HMS Invincible (R05)                       | Averiado (según versiones argentinas; los británicos desconocen)   |
| Destructor HMS Sheffield (D80)                         | Hundido                                                            |
| Destructor HMS Coventry (D118)                         | Hundido                                                            |
| Destructor HMS Glasgow (D88)                           | Averiado y puesto fuera de combate                                 |
| Destructor HMS Antrim (D18)                            | Averiado y puesto fuera de combate                                 |
| Destructor HMS Glamorgan (D19)                         | Averiado                                                           |
| Fragata HMS Ardent (F184)                              | Hundida                                                            |
| Fragata HMS Antelope (F170)                            | Hundida                                                            |
| Fragata HMS Alacrity (F174)                            | Averiada                                                           |
| Fragata HMS Arrow (F173)                               | Averiada                                                           |
| Fragata HMS Broadsword (F88)                           | Averiada                                                           |
| Fragata HMS Brilliant (F90)                            | Averiada                                                           |
| Fragata HMS Argonaut (F56)                             | Averiada                                                           |
| Fragata HMS Plymouth (F126)                            | Averiada                                                           |
| Buque logístico de desembarco RFA Sir Galahad (L3005)  | Destruido; hundido después por los británicos como tumba de guerra |
| Buque logístico de desembarco RFA Sir Tristram (L3505) | Averiado                                                           |
| Buque logístico de desembarco RFA Sir Lancelot (L3029) | Averiado                                                           |
| Buque logístico de desembarco RFA Sir Bedivere (L3004) | Averiado                                                           |
| Petrolero British Wye                                  | Averiado                                                           |
| Lancha de desembarco Foxtrot 4                         | Hundida                                                            |

## Consecuencias sociales

### Asistencia a los veteranos de guerra tras el conflicto de 1982

#### Acciones de reconocimiento del Estado
La primera, la 23109/848, fue llamada “Beneficios a ex-combatientes y cubría a “ex soldados (sic) conscriptos que participaron de acciones bélicas desarrolladas en el Atlántico Sur entre el 2 de abril y el 14 de junio de  1982” (artículo 1). 
Al sancionarse esta primera ley, los beneficios que esta establecía no habían quedado muy claros. Como consecuencia, en 1988 se sancionó un decreto, el decreto 509/88, donde el nombramiento fue más específico. La Ley 23.109 considera Veterano de Guerra a los ex-soldados que desde el 2 de abril al  14 de junio de 1982 participaron en las acciones bélicas desarrolladas en el Teatro de Operaciones del Atlántico Sur, cuya  jurisdicción fuera determinada el 7 de abril  de dicho año y que abarcaba la plataforma continental, las Islas Malvinas, Georgia y Sandwich del Sur y el espacio aéreo correspondiente. Este decreto estableció tres conceptos fundamentales para poder ser llamado veterano, la fecha, la jurisdicción del Teatro de Operaciones del Atlántico Sur y las acciones bélicas. Además, este decreto determinó que los cuadros militares no serían considerados veteranos.
El decreto nombrado con antelación fue modificado en octubre de 1989 durante el mandato de Carlos S. Menem, quien extendió a los hombres la capacidad de acceder a estos beneficios (ej: obras sociales y pensiones vitalicias), incluyendo a los oficiales y suboficiales.

#### Beneficios para los veteranos de guerra argentinos
Desde la finalización del Conflicto del Atlántico Sur de 1982, los diferentes niveles de la administración pública nacional, provincial y municipal de la República Argentina, han ido sancionando una gran cantidad de normas que otorgaron distintos tipos de condecoraciones, reconocimientos, becas de estudio, pensiones, subsidios, exenciones, créditos, bonificaciones, suplementos, jubilaciones, prioridades, coberturas sociales, y planes de salud, vivienda y trabajo para los veteranos de la Guerra de las Malvinas y sus familiares.
La legislación argentina llama «Veterano de Malvinas» a todo el personal de oficiales, suboficiales y soldados de las Fuerzas Armadas y de Seguridad que hayan participado en las acciones bélicas llevadas a cabo en las jurisdicciones del TOM y del TOAS, y civiles que se encontraban cumpliendo funciones de servicios y/o apoyo en donde se desarrollaron las acciones.
- TOM (Teatro de Operaciones Malvinas): vigencia: desde el 2 de abril de 1982 hasta el 7 de abril de 1982. Jurisdicción: Islas Malvinas, Georgias y Sandwich del Sur.[21]
- TOAS (Teatro de Operaciones del Atlántico Sur): vigencia: desde el 7 de abril de 1982 hasta el 14 de junio de 1982. Jurisdicción: Plataforma Continental, Islas Malvinas, Georgias, Sandwich del Sur y el espacio aéreo y submarino correspondiente.[22]

En todos los casos, el Ministerio de Defensa de la Nación es el organismo encargado de certificar la condición de Veterano de Guerra, a través de los comandos de las respectivas Fuerzas Armadas y de Seguridad. Tal certificado es indispensable para tramitar cualquier beneficio de carácter nacional, provincial o municipal.
Cabe aclarar que el personal que sólo permaneció en el territorio continental durante la guerra de 1982, no estuvo ni en el TOM, ni en el TOAS, y para la legislación argentina no es veterano; aunque haya sido movilizado y/o convocado al sur del paralelo 42.

#### Algunos beneficios nacionales para los Veteranos de Guerra argentinos
A modo de ejemplo, a continuación se presentan algunos beneficios sociales otorgados por la Nación Argentina:
- Beneficios a veteranos de guerra que han participado en acciones bélicas en el Atlántico Sur (Ley nacional 23109 y leyes modificatorias: 23240 y 23701)

- Pensión vitalicia a veteranos de guerra que participaron en acciones bélicas en el Conflicto del Atlántico Sur (Ley nacional 23848 y leyes modificatorias: 24343, 24652 y 24892)

- Programas médico-asistenciales, obras sociales y organizaciones de veteranos de guerra (Ley nacional 25210)

- Subsidio a las personas con inutilización o disminución psicofísica por su intervención en el Conflicto con el Reino Unido (Ley nacional 22674)

- Beca de estudio para hijos de veteranos fallecidos o incapacitados por su intervención en el Conflicto de las Malvinas (Ley nacional 23490 y leyes modificatorias: 24924 y 25375)

- Condecoraciones a todos los que lucharon en la guerra por las Islas Malvinas, Georgias y Sandwich del Sur (Ley nacional 23118 y ley modificatoria: 23585)

- Aparición en el DNI Argentino "Héroe/Heroína de las Islas Malvinas", como distintivo.[23]

### Crímenes de guerra contra soldados argentinos en las Malvinas
Según el informe de la comisión militar argentina, soldados paracaidistas británicos fusilaron a siete soldados conscriptos (capturados) en Monte Longdon y a tres prisioneros de guerra argentinos en Pradera del Ganso. El 1 de junio de 1982, una patrulla de soldados del Regimiento 12 de Infantería fue obligada a realizar tareas peligrosas bajo amenaza de pasar la noche a la intemperie, y durante una explosión murieron tres de sus compañeros. El diario inglés «The Independent» también señaló como responsable de crímenes de guerra contra soldados correntinos y chaqueños a un piloto de helicóptero británico, quien rehusó evacuar a un malherido joven conscripto, soldado Horacio Giraudo del Regimiento 25, quien tiempo después falleció. Los soldados británicos también mataron a cinco soldados argentinos que se replegaban luego de haberse ordenado la rendición, según aseguró Víctor P. Catá, vicepresidente en 1996 de la Casa del Veterano de Guerra.
En 2009, excombatientes de las Malvinas contaron las vejaciones a las que fueron sometidos como parte de castigo de campo por parte de 70 oficiales y suboficiales durante el conflicto bélico. El veterano José M. Araníbar, que apoyó la investigación que llegó a la Justicia, comentó a El Mundo que "esta megacausa contiene todos los delitos: vejámenes, torturas, servidumbre, heridas graves, abandono de persona e incluso dos muertes; la de un soldado que al parecer fue fusilado por un cabo y otro que murió de hambre al ser abandonado". Todas las fuentes militares coinciden que los soldados Roque Evaristo Sánchez y Avelino Néstor Oscar Pegoraro murieron combatiendo heroicamente (condecorados póstumamente con "La Nación Argentina al Valor en Combate"), mientras que pudieron haber muerto por expresas órdenes de sus jefes, según unas u otras fuentes. Así lo asegura el exsubsecretario de Derechos Humanos de la provincia de Corrientes, Dr. Pablo A. Vassel, en su libro "Memoria, verdad, justicia y soberanía. Corrientes en Malvinas". También existe polémica por la muerte del soldado Rito Portillo, que murió por fuego amigo según la versión militar, mientras que otros tienden a considerar que se lo fusiló por orden de un cabo.
Existen algunos veteranos que se oponen a los juicios por los estaqueamientos, asegurando que eran necesarios para mantener control de las tropas y no delatar las posiciones. En 2007, la ministra de defensa de Argentina, Nilda Garré, reconoció que las normas militares vigentes durante la guerra de las Malvinas, permitía el estaqueo de conscriptos en el caso de que no existieran cárceles:  Es una crueldad y de un sadismo insólito, pero es cierto que estaba en las normas. A pesar de la amenaza de aplicarles castigos sobre el terreno, cuatro soldados conscriptos (Carlos Alberto Hornos, Pedro Vojkovic, Alejandro Vargas y Manuel Zelarrayán) se escaparon del Regimiento 7, y usando un bote de madera intentaron confiscar los bienes que se decía se encontraban dentro la casa abandonada de los estancieros en la Granja Murrell, en la costa opuesta de la entrada del Río Murrell. Desafortunadamente para los cuatro involucrados, el bote pego contra un campo minado al regresar de su incursión el 8 de junio, matándolos en la orilla. Nuestros compañeros murieron por las balas… no de hambre y frío, aseguró Walter A. Rogido, de la Federación de Veteranos de Malvinas de Corrientes, al hacer referencia –sin nombrarlos– a lo relatado por los testimonios presentados por los exsoldados correntinos que denunciaron muertes por fusilamiento y por inanición de parte de algunos militares argentinos. El veterano César González Trejo del Regimiento de Infantería Mecanizado 3 señaló en una entrevista por radio que la ministra de Defensa, Nilda Garré, estaba promoviendo una política de Estado confusa. Uno de los impulsores de la investigación, el presidente del Centro de Excombatientes de Malvinas (CECIM La Plata), Ernesto Alonso dijo que "A Malvinas no fueron las Fuerzas Armadas del Ejército del general San Martín, sino una banda de asesinos entrenados en reprimir y desaparecer". No todos están de acuerdo con esta afirmación. El ex conscripto Fernando Cangiano del Escuadrón de Exploración de Caballería Blindado 10 mantiene que: Desde el fin de la guerra se ha pretendido, no sin éxito, urdir una trama discursiva en torno a un supuesto sadismo enfermizo de los oficiales y suboficiales argentinos, en contraposición con la pueril ingenuidad e impotencia de los soldados conscriptos, a quienes se calificó piadosamente de 'chicos de la guerra'. Luego de la determinación judicial en noviembre de 2009, que no considera a los estaqueamientos en Malvinas como delitos de lesa humanidad, Mauricio F. Ramos, Presidente de la Asociación Veteranos de Guerra Continentales, legitimó la decisión argumentando que “no olvidemos que estaban en vigor las leyes del régimen militar que establecían que si uno cometía traición a la Patria, podría ser fusilado”. En diciembre de 2009, después del escándalo que causó la revelación de cómo el Dr. Pablo A. Vassel pagaba dinero para conseguir que varios ex combatientes testificaran contra sus oficiales y suboficiales, el Dr. Vassel, quien inició las denuncias de ex combatientes correntinos por vejámenes y torturas en Malvinas, renunció como Subsecretario de Derechos Humanos de la provincia de Corrientes.

### Torturas y muerte de soldados en Malvinas
Los oficiales y suboficiales del Ejército Argentino fueron acusados posteriormente de abusar y matar a sus propias tropas en Pradera del Ganso. "Nuestros propios oficiales fueron nuestros peores enemigos", dice Ernesto Alonso, el presidente del CECIM, un grupo de excombatientes fundado por Rodolfo Carrizo y otros conscriptos del Regimiento 7. "Ellos se proveían de whisky en los bares, pero no estaban preparados para la guerra. Desaparecieron cuando las cosas se pusieron serias." Hay otros que sostienen que "a los conscriptos se les ayudó a hacer las cosas lo más cómodas posible dadas las circunstancias y que sus oficiales y suboficiales lucharon bien y se esforzaron para levantarles la moral". Bajo expresas órdenes del General de Brigada Mario Menéndez, los ingenieros del ejército (al mando del coronel Manuel Dorrego), en Puerto Argentino, construyeron duchas de campo para las tropas que permitieron rotar a las unidades de la primera línea entes del desembarco británico, y permitir así que los hombres se ducharan con agua caliente y repararan su ropa. Menéndez en su autobiografía dice que cuando las tropas comenzaron a pasar hambre por falta de pan, él había requisado la panadería local y de esa manera había compensado por un tiempo la carencia, y que inicialmente había una gran cantidad de galletas de agua para las tropas. En una entrevista emitida el 8 de junio de 1992 en el programa de debate de televisión de Graciela y Andrés, Menéndez expuso a los presentadores Graciela Alfano y Andrés Percivale y a los excombatientes de la Guerra de las Malvinas, Jorge Altieri y Edgardo Esteban, que cuando una delegación de la Cruz Roja llegó, a principios de junio de 1982 a informarse sobre el estado de los habitantes de las Malvinas, aprovechó para pasar la noche en uno de los hoteles y, en la oscuridad, vació el buque hospital de sus raciones en lata. Dijo que esta era la comida que los soldados encontraron en abundancia, luego de la rendición, en varios contenedores en Puerto Argentino. A su vez, el General de Brigada Oscar Luis Jofre, después de visitar a la batería del Grupo de Artillería 3, al mando del Teniente Primero Héctor Domingo Tessey, en la zona de Moody Brook, el 9 de junio, dio órdenes de que se entregaran barras de chocolate a las tropas de esta unidad.
En 2009, las autoridades argentinas en Comodoro Rivadavia ratificaron la decisión tomada por las autoridades en Río Grande, Tierra del Fuego que tienen autoridad sobre las islas Malvinas y dieron curso a la denuncia contra 70 oficiales y suboficiales por torturas y el reiterado trato inhumano que los soldados conscriptos sufrieron durante la guerra. "Tenemos el testimonio de 23 personas sobre un soldado que fue asesinado a balazos por un cabo, cuatro otros ex combatientes que murieron de hambre, y por lo menos 15 casos de conscriptos que fueron estaquedos en el suelo", dijo a la Agencia Inter Press News Service Pablo Vassel, subsecretario de derechos humanos de la provincia de Corrientes.
Hay afirmaciones de que se habría recurrido a "falsos testimonios" como evidencia para acusar a los oficiales y suboficiales de abandono de los reclutas. Y que esa habría sido la causa por la que Vassel habría abandonado en 2010 su función como Subsecretario de Derechos Humanos de la Provincia de Corrientes. En 2007, el Coronel José Martiniano Duarte (exteniente primero de la Compañía de Comandos 601 en Malvinas) afirmó que se había puesto de "moda" entre los exsoldados conscriptos acusar de abandono a sus superiores. El exsoldado Fernando Cangiano también cuestionó las afirmaciones sobre el "presunto sadismo enfermizo de los oficiales y suboficiales argentinos" y la afirmación de que los conscriptos no se habrían conducido bien en los combates. El exsoldado conscripto César Trejo también acusó a la ministra de Defensa de Argentina, Nilda Garré, de promover un "una política de estado confusa" a favor del CECIM.
El 19 de mayo de 1982, un conscripto del Regimiento 12, Secundino Riquelme murió por inanición. El oficial al mando del Regimiento 12, el teniente coronel Italo Ángel Piaggi sostiene en su autobiografía que el soldado Riquelme murió por una debilidad cardíaca. El subteniente Gustavo Malacalza del Regimiento 12 fue acusado de haber estaqueado a tres conscriptos en Pradera del Ganso, por haber abandonado sus puestos para ir en busca de comida y revelar sus posiciones con armas de fuego. "Nos dijimos que nosotros íbamos a ser próximos", dijo el soldado conscripto Mario Oscar Núñez, recordando la muerte del soldado. Poco después del desembarco británico, él y otros dos conscriptos tomaron la decisión de matar a una oveja. Los tres hombres estaban carneando la oveja cuando fueron descubiertos por el subteniente Malacalza, acompañado por soldados conscriptos de la Compañía A del Regimiento 12 y les dieron una paliza. "Empezaron a patearnos y pisotearnos. Finalmente llegó el estaqueo." El Subteniente Juan Domingo Baldini del Regimiento 7 también fue acusado de aplicar castigo de campo a tres conscriptos de su pelotón por abandonar sus puestos para ir en busca de comida. En la preparación de las entrevistas para su libro, Vincent Bramley, una ametralladorista del 3.er. Para en las Islas Malvinas, llegó a la conclusión de que los oficiales argentinos en Monte Longdon mostraron poca o ninguna preocupación por sus hombres. El soldado conscripto Alberto Carbone, dijo: "El teniente Baldini nunca nos dijo nada, simplemente lo seguimos colinas arriba. Era como vivir en el infierno, esa colina. El cabo Ríos fue el peor. Como la mayoría de los otros cabos, era un bastardo perezoso. Ninguno de nuestros superiores mostró la menor preocupación por nosotros." No obstante, el soldado conscripto Fabian Pássaro defendió las acciones del jefe del pelotón diciendo  "Al principio todo era normal, hasta que empezó a haber una sola comida caliente por día, y después ya casi nada. Pero el oficial que estaba con nosotros, el subteniente Baldini, se preocupaba mucho por ese tema. Un día dijo que así era imposible, que no podía ser, y mandó a buscar más provisiones abajo. Además, nos permitía reforzar con ovejas lo poco que llegaba. Baldini hacía lo que podía, pero tampoco podía estar en todo, pobre tipo." Se informa que Baldini sirvió una taza de chocolate caliente a cada soldado de su pelotón a fines de mayo de 1982, un acto de bondad que recuerda el soldado Carbone, pero que no entra en ningún detalle. A pesar de la amenaza de aplicarles el castigo de campo, en la oscuridad antes del amanecer del 9 de junio de 1982, cuatro soldados conscriptos de la compañía 'A' del Regimiento 7 en Wireless Ridge, los soldados Carlos Alberto Hornos, Pedro Vojkovic, Alejandro Vargas y Manuel Zelarayán abandonaron sus puestos bajo el amparo de la oscuridad, y usando un bote de madera intentaron confiscar los bienes que se decía se encontraban en el interior de la casa de un estanciero, cerca del río Murrell. Por desgracia para los cuatro involucrados, su barco se dio con un campo minado al regresar de su incursión, matándolos en la orilla.
En una entrevista con Radio Palermo 2, el ex-conscripto Esteban Tries del Regimiento de Infantería Mecanizada 3 explicó al periodista Nicolas Kazanzew que un conscripto de la Compañía B fue estaqueado por dormirse durante su turno de guardia y que en otros ejércitos habría sido fusilado como castigo. También explicó cómo otro conscripto en la Compañía A había querido abandonar su unidad y refugiarse en Puerto Argentino. Según Tries, el oficial a cargo acordó que dejaría al soldado irse y que no lo procesaría todo y cuando pudiera vencerle en un puñetazo presenciado por todos. El oficial ganó la pelea y el soldado conscripto fue estaqueado como castigo y nunca más dio problemas y luchó bravamente en los combates finales.
Al respecto se abrió un la mega-causa 1777/2007 titulada “Pierre Pedro Valentin, sobre torturas” que tramita ante el Juzgado Federal de Primera Instancia de Río Grande, Tierra del Fuego, en el que es subrogante el Juez Federal Federico Calvete. Allí se investigan torturas de los propios militares argentinos hacia los soldados durante la guerra de Malvinas. La causa que inició en 2007, tiene más de 20 fojas, más de 120 denunciantes, 84 hechos probados y 80 militares de las Fuerzas Armadas denunciados. Actualmente el CECIM recibe constantes amenazas de grupos pro militares como Cecilia Pando. Según el libro fueron señalados como torturadores Capitán de Fragata Alfredo Astiz, Teniente Eduardo Flores Ardoino, el subteniente Gustavo Malacalza y el Teniente Juan Domingo Baldini
En 2016 excombatientes de la guerra de Malvinas pidieron ante la Justicia Federal de Río Grande, en Tierra del Fuego, la declaración indagatoria de ocho oficiales de las Fuerzas Armadas acusados de torturas y otros vejámenes cometidos contra soldados argentinos durante el conflicto bélico, a la vez que incorporaron cinco denuncias nuevas por hechos similares. El 16 de mayo de 2018 el fiscal federal de Río Grande, Marcelo Rapoport, realizó el pedido de arresto e indagatoria de 26 casos de oficiales y suboficiales acusados de efectuar torturas, entre estas estaqueamientos y enterramientos, a soldados conscriptos pertenecientes al Regimiento de Infantería N.º 5 dependiente de la III Brigada de Infantería.
Los británicos por su parte, informan de la pérdida de dos Marines Reales en circunstancias sospechosas. Alan Addis era un joven comando que desapareció en circunstancias misteriosas mientras servía con la guarnición británica en las Islas Malvinas previo a la Operación Rosario. Al principio se sugirió que Addis se había muerto en un accidente, pero ahora se cree ampliamente que fue desaparecido forzosamente por las autoridades. El Cabo James Browning, exmiembro del 45 Comandos y guardaespaldas del brigadier Julian Thompson en Bluff Cove Peak, también desapareció bajo circunstancias misteriosas, supuestamente ahogado, luego del cese de los combates por la capital malvinense.
En la película Resurrected (1989), una historia real sobre las experiencias del Soldado Raso Philip Williams, del 2º  Batallón de Guardias Escoceses, se recrea una escena de crueles torturas por parte de los soldados británicos. Williams, abandonó a sus compañeros durante la Batalla del Monte Tumbledown y se ocultó dentro una casa de los  isleños del interior. Cuando regresó a sus cuarteles en Gran Bretaña, los otros soldados de su pelotón le dieron una terrible paliza por ser desertor, todo bajo la supervisión de su teniente y sargento.

### Soldados continentales no considerados como veteranos de guerra

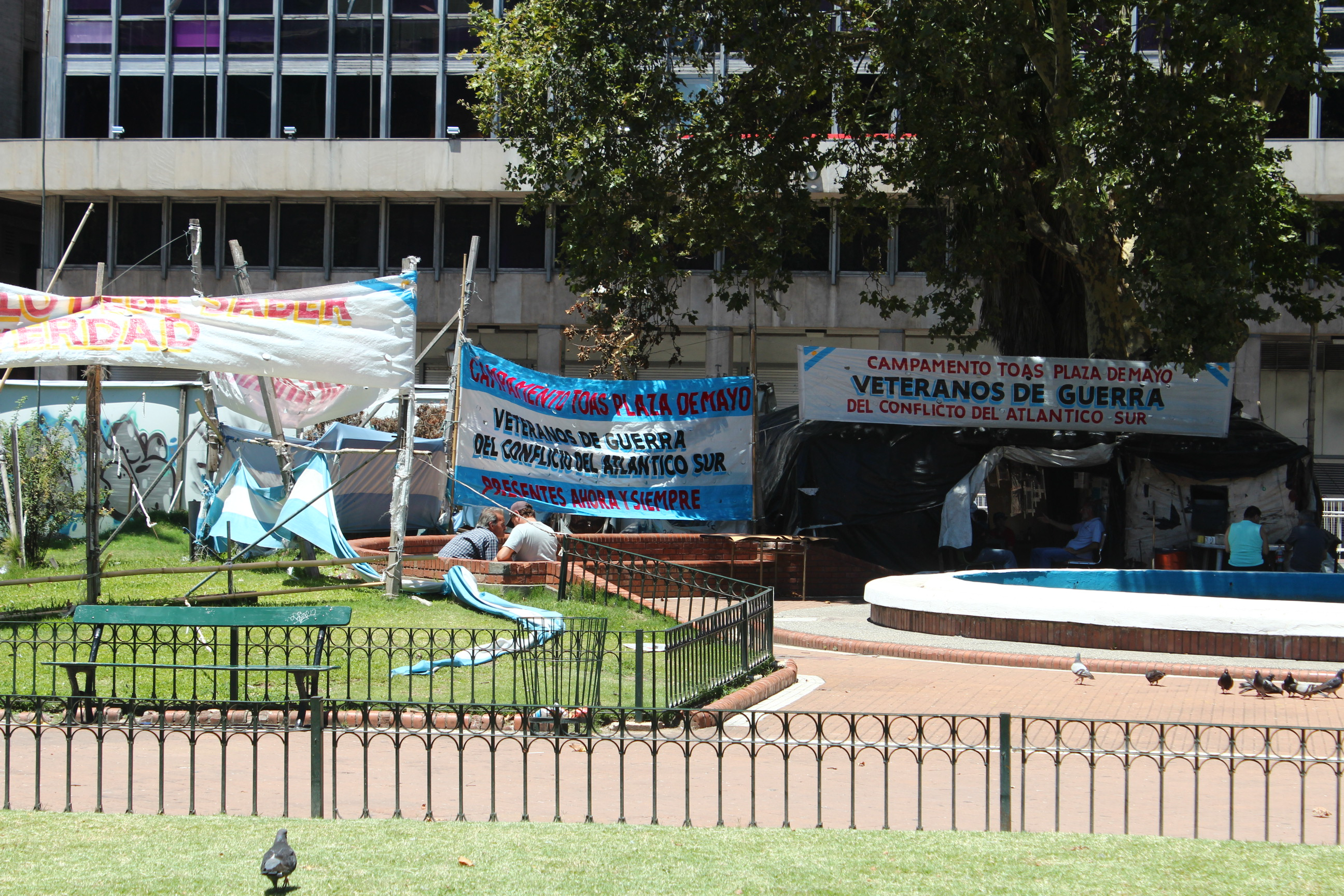
Acampe en la Plaza de Mayo de los movilizados a la Patagonia durante la guerra de 1982.

Durante la guerra de Malvinas de 1982, muchos soldados en el continente cumplieron diversas misiones de apoyo a los combatientes en las islas. 
La Armada Argentina no considera como veteranos a más de diez mil marineros que participaron en diversas misiones de apoyo durante el conflicto, de la misma forma que el Ejército Argentino lo hace con diez mil soldados que cumplieron misiones custodiando la Patagonia, así como en Tierra del Fuego, tampoco son considerados como veteranos y son denunciados como «falsos ex combatientes».
No obstante, el 30 de septiembre de 1994, el Consejo de Oficiales Superiores de la Armada recomendó considerarse como «veteranos de Malvinas» a las tripulaciones del Portaaviones Veinticinco de Mayo, los destructores Hércules, Santísima Trinidad y Comodoro Py, las corbetas Drumond y Granville, los buques Punta Médanos, Cabo San Antonio, Gurruchaga, Somellera, los petroleros Campo Durand, Puerto Rosales y Río Cincel, los transportes Mar del Norte y Córdoba y los pesqueros María Alejandra y Constanza.
El 15 de octubre de 2015, el vicegobernador de la provincia de Santa Fe, Jorge Henn, reconoció oficialmente con 735 medallas y diplomas a los exsoldados de la provincia que prestaron servicios en el sur de Argentina durante la Guerra de las Malvinas.
Existe una disputa en relación con quién se considera veterano de guerra ya que, cuando se estableció una pensión, que es un beneficio económico en favor a los veteranos, muchos hombres decidieron fingir ser veteranos para poder obtenerla también. El Estado tuvo que establecer quiénes recibirían esa pensión y para eso eso la ley, diseñada por Menem, estableció que se considera veterano a toda persona que estuvo involucrada de forma directa en el conflicto en el teatro de operaciones. Se excluyó a toda persona que ocupó posiciones en el territorio argentino, es decir que toda persona que no pisó las Malvinas fue excluida del término veterano. Un ejemplo son los hombres que manejaban la base aérea de Puerto Belgrano.
Por otra parte, existían jóvenes que en su momento decían ser ex veteranos participantes del conflicto bélico de Malvinas para ganar cierto respeto. Esto generó un deseo, por parte de los reales veteranos, por desenmascarar a esos jóvenes farsantes,; pero había un problema: los veteranos no se conocían entre ellos. El casi nulo conocimiento de los participantes de la guerra sobre quiénes habían sido partícipes en la guerra, generaba una dificultad a la hora de reconocer a los 10 000 hombres que pisaron las islas. Los hombres ni siquiera eran capaces de reconocer las caras de las personas que conformaban el regimiento propio, ya que muchos de éstos cruzaron el mar estando incompletos.  
Para poder descubrir a los hombres que se hacían llamar veteranos sin serlo, se crearon centros de veteranos. En ellos los veteranos presentaban las vivencias que experimentaron, su rango militar y su ubicación geográfica en el conflicto. Al finalizar la presentación, los presentes hacían preguntas y comparaban los datos con otros veteranos ya reconocidos. 

#### Incidentes confirmados y no confirmados
Los primeros argentinos muertos después de la recuperación de las Islas Malvinas y de la Isla San Pedro (Georgias del Sur), fueron los tripulantes de un helicóptero Bell UH-1H. Algunos expertos sostienen que podrían haber sido muertos a manos de los comandos británicos a los que fueron a interceptar en la zona de Caleta Olivia. En 2012, el coronel británico Richard Hutching en su libro Special Forces Pilot: A Flying Memoir Of The Falklands War dijo que la muerte de 15 soldados argentinos en el continente fue producto de operaciones de los comandos británicos. «Tengo copias de los registros oficiales de los militares argentinos, incluidos los registros de incidentes y he verificado estos y otros relatos, incluyendo combates entre los argentinos y las fuerzas especiales británicas en varios lugares», dice Hutching. Sin embargo los escépticos como el Centro de Excombatientes Islas Malvinas de La Plata (CECIM) dicen que esa hipótesis no ha sido corroborada, que tiene poco sustento y que la causa de la muerte de esos hombres oficialmente es adjudicada a un accidente. No obstante, en las recientemente publicadas memorias del exteniente coronel Ewen Southby-Tailyour, Exocet Falklands: The Untold Story of Special Forces Operations (Pen & Sword, 2014), el autor revela cómo el Escuadrón Especial de Botes (Special Boat Squadron o SBS) del Mayor Jonathan Thomson estuvo involucrado en el plan de ataque (Operación Kettledrum) contra Puerto Deseado (a 190 kilómetros de Caleta Olivia) que quedó finalmente abortado el 3 de junio.
Durante la primera quincena de hostilidades del mes de abril, hubo aproximadamente 30 prisioneros británicos en el Liceo Militar General Roca, en la ciudad de Comodoro Rivadavia, Provincia del Chubut, quienes solamente fueron liberados el 17 de abril. «Los tuvimos 10 o 12 días en el Liceo Militar General Roca, de Comodoro Rivadavia», dice Eduardo Zabala de la Agrupación 185, con base en Caleta Olivia, Santa Cruz.
El 1 de mayo, mientras la aviación británica atacaba el aeropuerto de Puerto Argentino, en el Diario de Guerra del Liceo Militar se anotaba: "01 1030 Mayo 82. Se detectó 2 (dos) submarinos en dirección a Caleta Olivia". Luego se ordenó el rastrillaje de Puerto Deseado con el Regimiento de Caballería de Tanques 9 General José Gervasio Artigas, y quedaron apostados en Comodoro Rivadavia el Regimiento de Caballería de Tanques 8 Cazadores General Necochea y el Regimiento de Infantería 1 Patricios y la Compañía de Ingenieros 3 quedó cubriendo Caleta Olivia. 
Durante la noche de 1 al 2 de mayo, el portaaviones ARA Veinticinco de Mayo acompañado por los destructores Hércules y Santísima Trinidad se dispuso a atacar la flota británica, con once cazabombarderos navales A-4Q Skyhawk armados con bombas "Snakeye" para bombardeo a baja altura, pero la falta de viento y el mal tiempo obligó al comandante del portaaviones, Capitán de Navío José Sarcona ordenar el regreso a Puerto Belgrano.
En la noche del 16 al de 17 de mayo, según el capitán de navío Eugenio L. Facchin y el coronel José L. Speroni, un submarino no identificado intentó dejar varios comandos en la base de Río Grande, siendo repelido por fuego del destructor ARA Hipólito Bouchard protegiendo la base aérea. El comodoro Rubén O. Moro, autor del libro Historia del Conflicto del Atlántico Sur, dice que murieron cerca de 20 de los comandos atacantes en la operación.
El entonces Mayor Ewen Southby-Tailyour (veterano de la Brigada de Comandos 3) dice que para esta fecha ocho hombres de la Tropa 6 del "capitán Andrew Lawrence" del Servicio Aéreo Especial, ya estaban planteados en Tierra del Fuego como parte de Operación Plum Duff, esperando la llegada de refuerzos que vendrían de la Isla de Ascensión.
El ex espía del M16 británico Nigel West en su libro The Secret War for the Falklands revela que 65 comandos del Escuadrón B (comandados por el Mayor John Moss) del SAS (Special Air Service) como parte de la Operación Mikado, tenían planeado aterrizar en dos aviones de transporte Hércules, pintados con escarapelas argentinas en sus fuselajes, para destruir los aviones Super Etendard en la base aeronaval de Río Grande pero que la vanguardia del Escuadrón B tuvieron que dirigirse a las apuradas hacia Punta Arenas en Chile cuando su helicóptero fue descubierto por los radaristas a bordo del destructor ARA Bouchard (D-26), como consecuencia Mikado quedó abortada.
El 18 de mayo, un helicóptero británico Sea King habría sido baleado al sobrevolar posiciones de los soldados del Regimiento 24 destacados cerca de Río Gallegos. «Mi unidad entró en combate el 17 de mayo de 1982 en Punta Loyola», recuerda Jorge Eduardo Abregu, quien pertenecía al Regimiento de Infantería 24. «El 18 de mayo entraron en combate de nuevo, y ahí mataron a un compañero mío, reconocido como héreo nacional caído en combate, afirma.
El día siguiente, la guarnición de Comodoro Rivadavia es puesta en alerta máxima. «Fue una de las alertas rojas más grandes que hubo», recordó Marcelo Díaz, quien integraba el Regimiento de Infantería 1. «A la mañana, ya con la luz del día, se encontraron cuatro o cinco gomones en la costa. Había gente que había desembarcado. A los cinco días se encontraron cuatro o cinco personas que eran ingleses, vestidos de civil, de traje y corbata, con maletines que adentro tenían armas», agregó.
Luego fue establecido que otros comandos británicos tenían como misión de desembarcar en Río Gallegos (a 261 kilómetros de Río Grande) para tomar el Hotel Santa Cruz y matar a los pilotos de los cazabombarderos Skyhawk, Mirage y transportes Hércules mientras dormían, para prevenir la persecución de los vehículos y/o los Hércules o helicópteros de rescate después del ataque principal en la Base Aeronaval Almirante Hermes Quijada en Tierra del Fuego pero esta misión también quedó frustrada.
Con la Operación Mikado cancelada, la Tropa 6 (con la misión de apoyar el ataque contra los Super Etendard en Río Grande) partió hacia un puente local con la esperanza de encontrarse con los refuerzos del capitán Peter Hogg del SAS operando desde Chile, y a pesar de esperar tres días no lograron encontrarse, tras lo cual la Operación Plum Duff también quedó abortada y los hombres del capitán Lawrence se dirigen a Porvenir en Chile adonde encuentran a la patrulla de Hogg.
La información que habría sido suminstrada por oficiales de inteligencia estadounidenses en Washington que probablemente tiene que ver con las patrullas de los Capitanes Andrew, Hogg y la interceptada cerca de El Turbio, y que fue publicada por el diario Sydney Morning Herald el 21 de junio de 1982, indica que tres oficiales y cuatro suboficiales del SAS habrían sido capturados en el continente.
Hacia finales de mayo, el general de brigada Mario Benjamín Menéndez pidió el envío de todo un regimiento de infantería aerotransportada para que se enviará urgentemente a reforzar la Fuerza de Tareas "Mercedes" atrincherado alrededor de Darwin-Goose Green, pero esto nunca se materializó.
Algún tiempo después del último ataque con los Super Etendard, el contraalimirante Juan José Lombardo se reunió con el almirante Jorge Isaac Anaya pidiéndole permiso para enviar a las corbetas Drummond, Guerrico y Granville para interceptar y cortar la línea logística británica entre la isla de Ascensión y las Malvinas, pero este pedido le fue negado.
En la primera semana de junio, un ranchero que pasaba información al portaaviones británico HMS Invincible fue tomado prisionero en la Estancia ‘El Cóndor’ ubicada al sur de Río Gallegos, y fue trasladado a un centro de interrogatorio, donde se lo ató a una cama. «Me dieron dos granadas, además del armamento que tenía, y me dijeron que le disparara ante la menor duda de escape», dijo Marcelo Onofri del Regimiento 24. «Me pasé toda la noche gritándole y pateando la cama para que no se moviera», asegura.
El 3 de junio, el jefe del SBS, Mayor Jonathan Thomson pensaba personalmente comandar a los 6 comandos británicos del Capitán Colin Howard a bordo del submarino Onyx del Capitán de Corbeta Andrew Johnson en aguas argentinas, para el reconocimiento de la Base Aeronaval Puerto Deseado y la ubicación y destrucción de los aviones presentes y del combustible. Pero la fuertemente armada patrulla del Mayor Thompson y Capitán Howard abortaron la misión cuando la señal que llegó desde los cuarteles de Londres fue terminante: la misión suicida del SBS se pospone por el momento.
Durante la última quincena de la guerra, el submarino británico HMS Valiant tomó posiciones frente a la Isla de los Estados y trató de interceptar y hundir al destructor Hipólito Bouchard patrullando desde Ushuaia, con el ataque sólo siendo suspendido porque el mando británico prefería mantener vigilia sobre los últimos movimientos navales argentinos que podrían materializarse en apoyo a la guarnición de Malvinas. Durante este período, el submarino HMS Conqueror montó  guardia en la costa de Puerto Deseado mientras que el submarino HMS Spartan operó  afuera de la costa de Comodoro Rivadavia―Caleta Olivia.
El 9 de junio, debido a informes que indicaban que se habrían detectado comandos o submarinos enemigos cerca Comodoro Rivadavia, el Grupo 6 de Caza recibe órdenes para enviar a sus cazabombarderos a Río Gallegos, junto con todo el equipo terrestre de apoyo.
El 10 de junio, queda finalmente cancelado el plan de ejecutar un contraataque aerotransportado (Operación Buzón) contra la Brigada de Comandos 3, planificado empleando a toda la Brigada de Infantería Aerotransportada 4 de Comodoro Rivadavia en Wickham Heights (Alturas Rivadavia).
En la mañana de 12 de junio, un pelotón de fusileros del Regimiento de Infantería 1 Patricios parte a la capital malvinense, a donde se une al Regimiento de Infantería 7 defendiendo Wireless Ridge.
El 13 de junio, otro pelotón bien armado con ametralladoras a órdenes del subteniente Gustavo Alberto Aimara (perteneciente al Regimiento de Infantería Aerotransportada 2 General Balcarce) es trasladado desde Comodoro Rivadavia a Malvinas a donde también combate en Wireless Ridge.

El 8 de julio, muere el teniente Julio César Auvieux (del Batallón Logístico 601) desactivando un campo de minas en Tierra del Fuego, al no querer poner en riesgo la vida de sus conscriptos.
En marzo de 1986, la revista militar estadounidense Soldier of Fortune publicó un artículo sobre ciertas desconocidas operaciones de comandos infiltrados desde Punta Arenas en Chile titulado Some Dared; Some Didn't. Argentine Intel vs British Special Ops. En el artículo el Capitán Javier Aristu recuerda que los helicópteros provenientes de Chile hacían lo imposible para infiltrar patrullas, siendo estas frustradas gracias a los radaristas en Río Gallegos. El historiador británico Nicholas van der Bijl dice que dos de los comandos enemigos infiltrados fueron detectados y uno capturado cerca de El Turbio el 4 de junio, quien presentó en la plana mayor de la XIma Brigada Mecanizada de Río Gallegos un pasaporte de Nueva Zelanda y fue liberado como resultado quizás para no empeorar las relaciones con el gobierno neozelandés que ya había  enviado a la fragata HMSNZ Canterbury para apoyar las operaciones británicas en el Atlántico Sur.

#### Respaldo o no a la consideración como veteranos

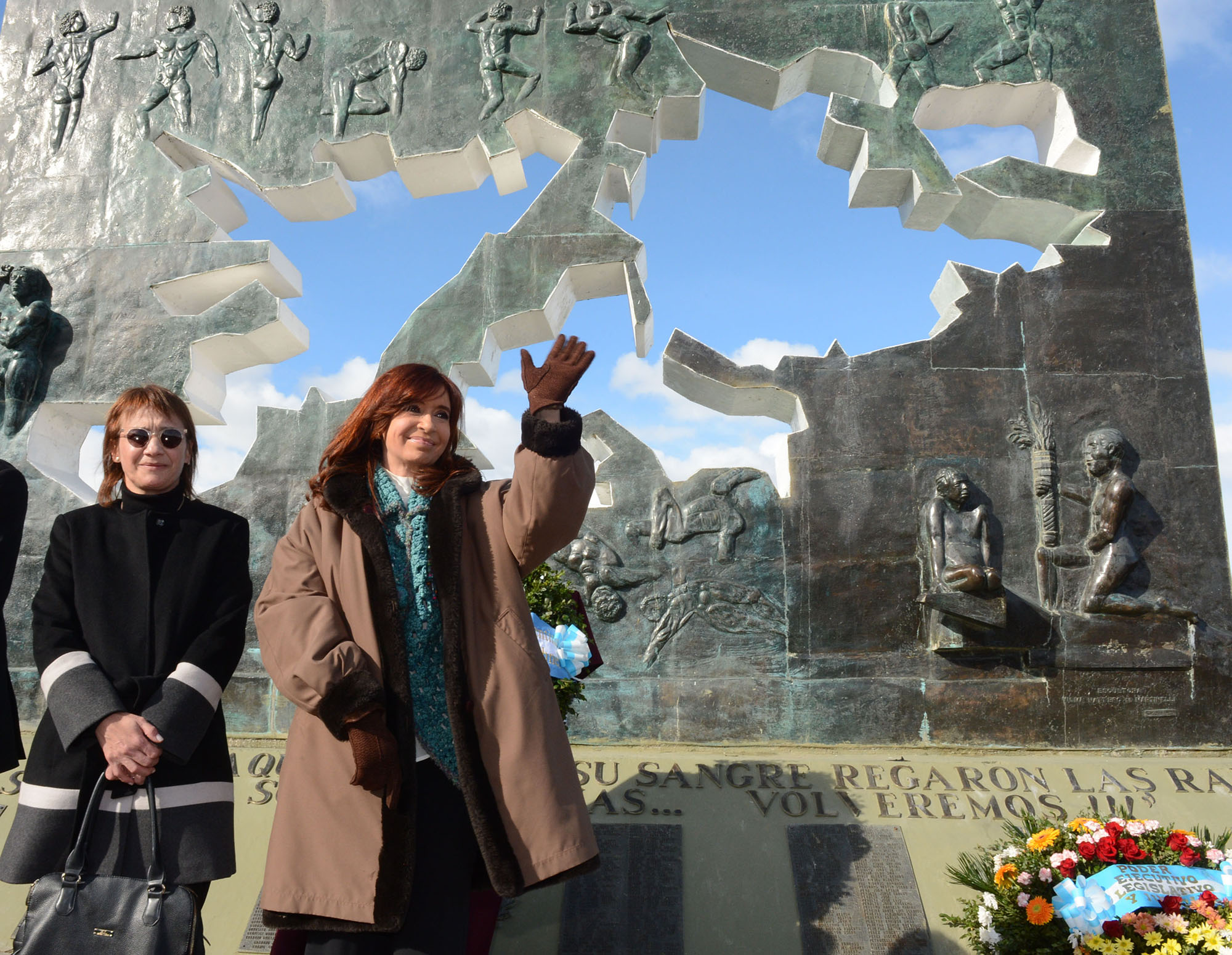
Fernández de Kirchner en un monumento a los caídos en la Guerra de Malvinas.

Un proyecto de ley presentado por el senador nacional Miguel Ángel Pichetto, ha propuesto considerar como veteranos a todos los conscriptos movilizados en el sur del continente. 
Esta consideración no es respaldada por los veteranos de Malvinas. «Sería una estafa moral equiparar a los veteranos con los movilizados», afirmó Ernesto Alonso, presidente del Centro de Excombatientes Islas Malvinas de La Plata (CECIM). En el mismo sentido la presidenta Cristina Fernández afirmó que un eventual reconocimiento sería una vergüenza y una inmoralidad.
Por parte de los deudos, la "Comisión de Familiares de Caídos en Malvinas e Islas del Atlántico Sur" tampoco apoya la pretensión de que los soldados continentales sean considerados como veteranos de guerra.

## Repudios en los actos del Bicentenario por la presencia de exmilitares del Operativo Independencia y otros acusados de torturas en Malvinas
Los días 9 y 10 de julio de 2016 el gobierno de Mauricio Macri convocó a desfiles militares en el que desfilaron algunos genocidas condenados y militares acusados por torturas y trato inhumano a los soldados conscriptos durante la guerra de Malvinas.
Fue muy muy emocionante lo que vivimos ayer. Sentimos la ovación del pueblo argentino, esperamos mucho tiempo este reconocimiento, expresó el entonces subteniente, hoy coronel Ernesto Orlando Peluffo del Regimiento 12.
Es la primera vez en 34 años que los veteranos de Malvinas somos convocados oficialmente para desfilar en un evento tan masivo. No fuimos tenidos en cuenta para los festejos del Bicentenario en 2010, contó el coronel Jiménez Corbalán, que fue a las islas con el Regimiento 4.
También participaron del desfile los exteniente coroneles Emilio Nani, Aldo Rico y Carlos Carrizo Salvadores, como condecorados veteranos de Malvinas.
Los excombatientes del Centro de Excombatientes Islas Malvinas (CECIM) y la agrupación Guará Malvinas se pronunciaron con anterioridad manifestando que no marcharían con represores y perpetradores de la última dictadura militar, "Los ex soldados conscriptos rechazamos esta convocatoria, los colimbas tenemos MEMORIA y continuamos esperando que el poder judicial de la Nación investigue las terribles violaciones a los Derechos Humanos cometidas en Malvinas contra los soldados".
La mesa de coincidencias Malvinas MECOMA integrada por doce organizaciones de excombatientes y la Asociación Combatientes de Malvinas por los Derechos Humanos también emitieron su repudio a través de comunicados.
En mayo de 2017, la titular de la agrupación Abuelas de Plaza de Mayo, Estela de Carlotto comparó al presidente Mauricio Macri con el exdictador Jorge Rafael Videla. Tildó de "bochorno" el desfile militar organizado para el 25 de mayo de ese año.